# Krister Holmberg
Krister Holmberg, född 16 mars 1946, är en svensk kemist.
Holmberg disputerade 1974 i organisk kemi vid Chalmers tekniska högskola. Efter disputationen arbetade han inom industrin, bland annat som forskningschef vid Berol Nobel i Stenungsund. Under perioden 1991–1998 var han chef för Ytkemiska Institutet i Stockholm. Sedan 1998 är han professor i ytkemi vid Chalmers. Hans forskning under senare år har rört ytaktiva ämnens uppförande i lösning och vid gränsytor. Han har varit engagerad i en rad industriella tillämpningar av yt- och kolloidkemi. Han driver det egna företaget Krister Holmberg AB, med konsultverksamhet inom kemi.
Holmberg är ledamot av Kungliga Ingenjörsvetenskapsakademien (IVA), Kungliga Vetenskapsakademien (KVA) och Kungliga Vetenskaps- och Vitterhets-Samhället i Göteborg (KVVS). Han var KVVS ordförande under 2014.

## Priser och utmärkelser
- 2000: Franska nationalförtjänstorden[5]
- 2006: Oscar Carlson-medaljen (Svenska Kemisamfundet)[6].
- 2008: Life-Time Achievement Award (Journal of Colloid and Interface Science)[7]
- 2018: Kash Mittal Award
- 2019: Quancheng Friendship Award